# Calceolaria tripartita
Calceolaria tripartita là một loài thực vật có hoa trong họ Calceolariaceae. Loài này được Ruiz & Pav. mô tả khoa học đầu tiên năm 1798.

## Hình ảnh

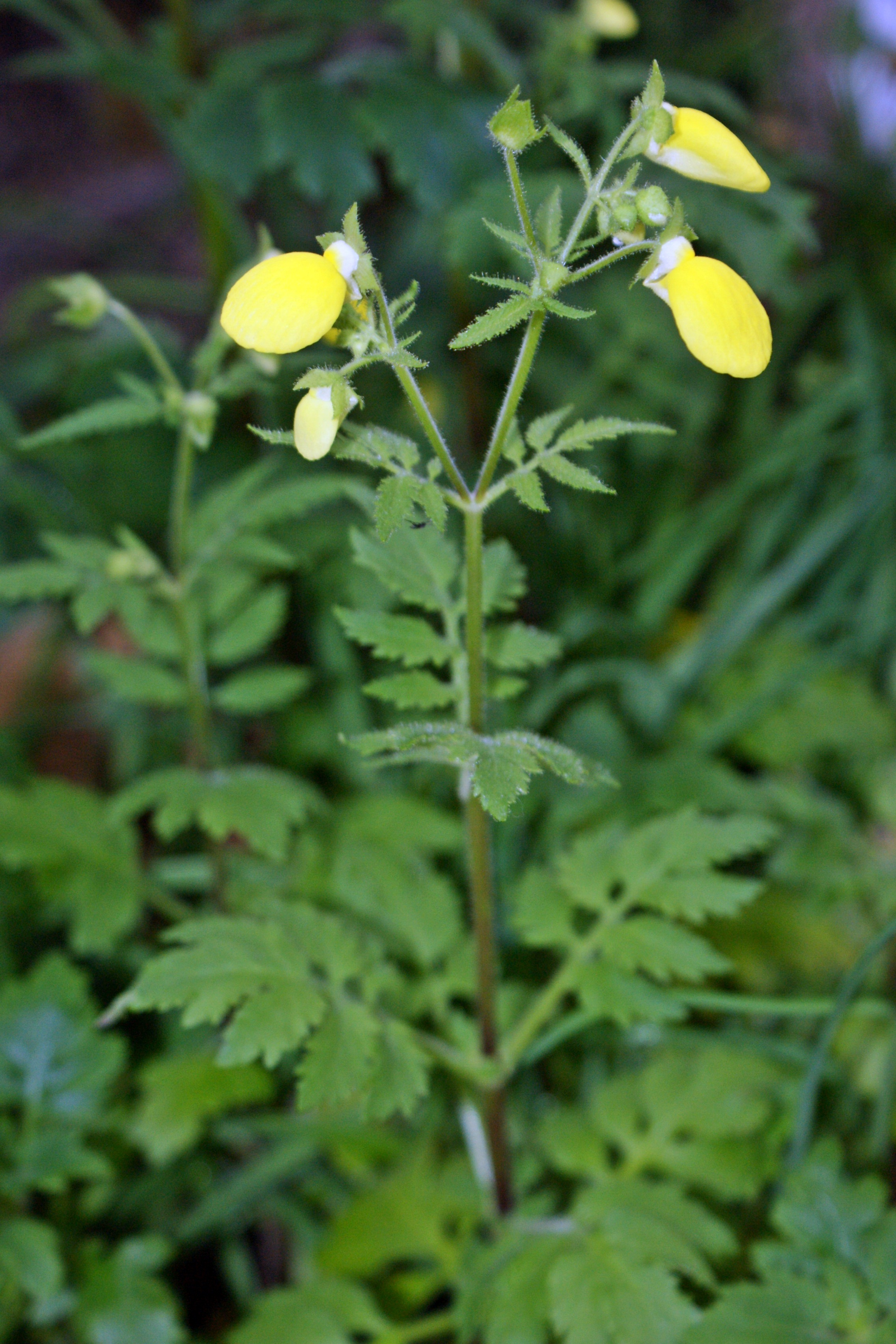
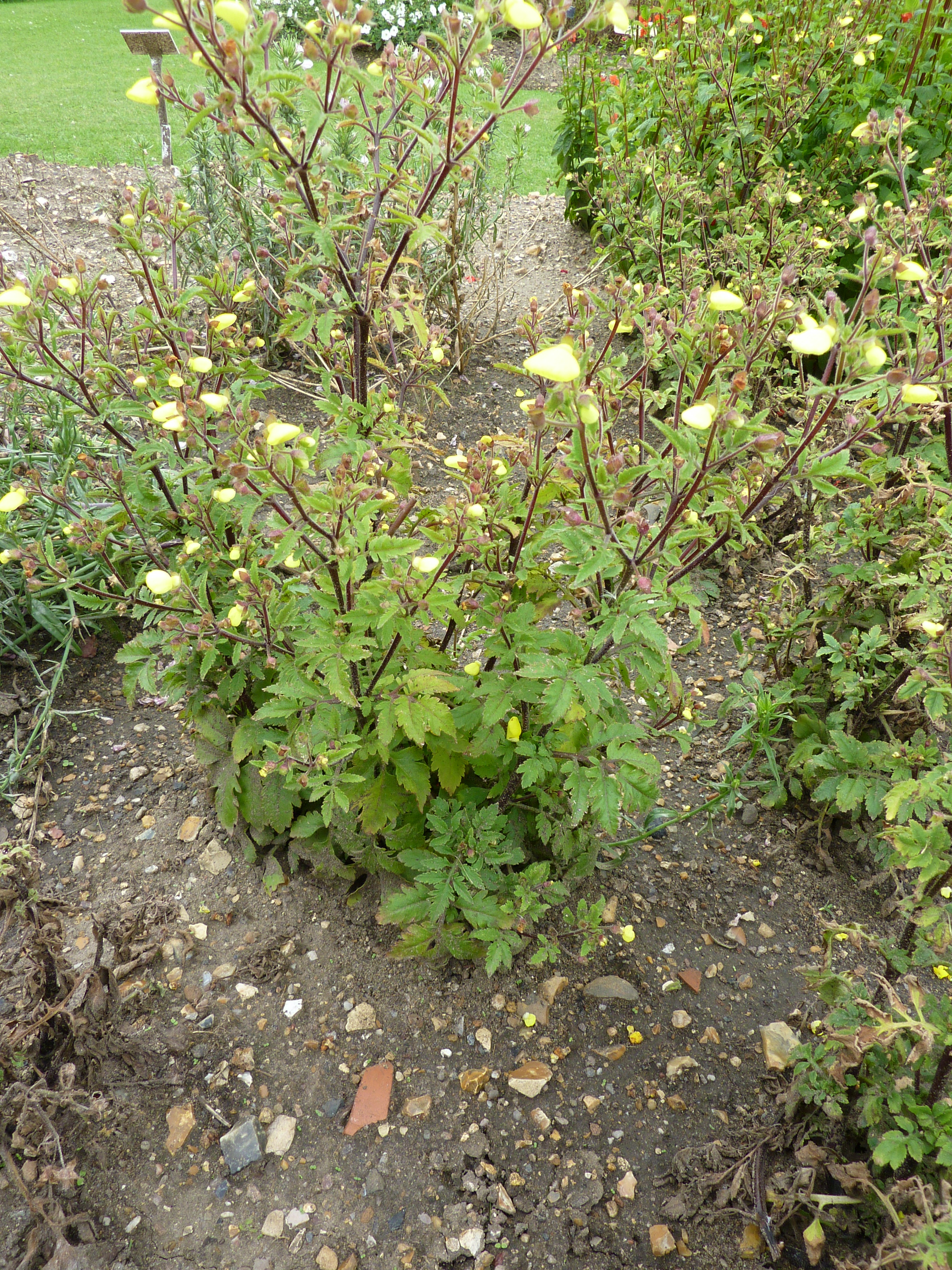
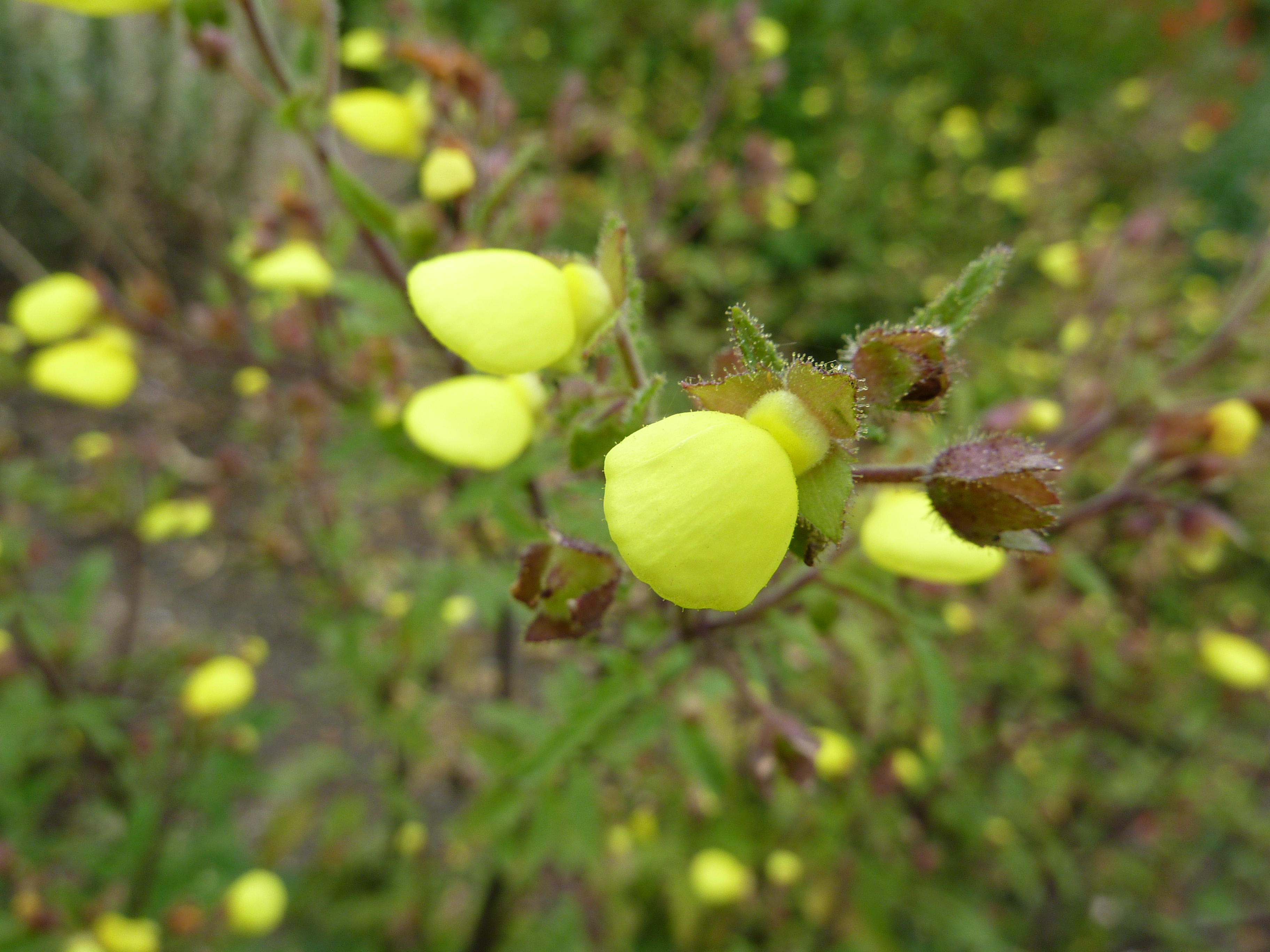
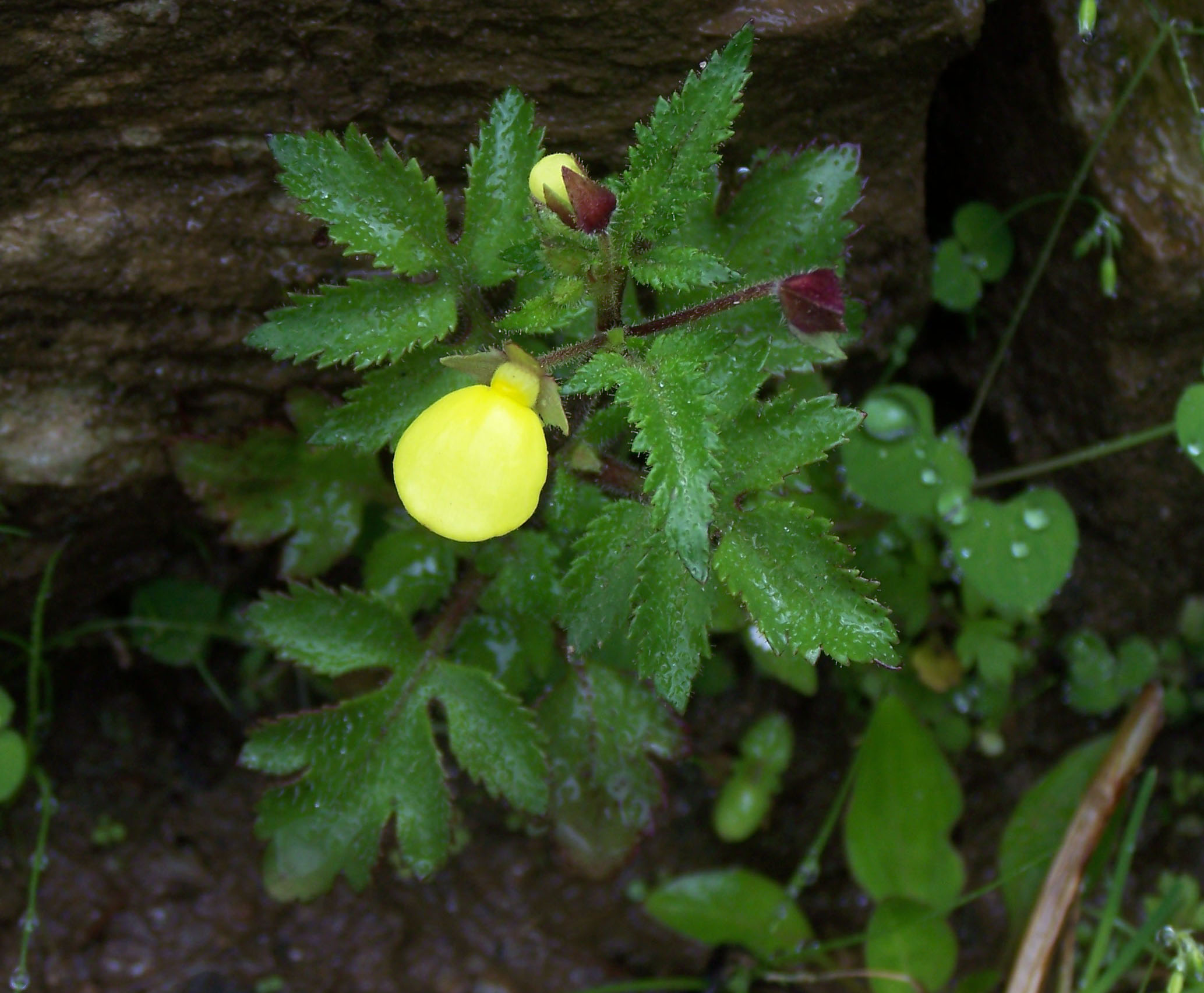